# Sydney Martineau
Sydney Martineau (* 6. Januar 1863 in London; † 19. Dezember 1945 ebenda) war ein britischer Fechter.

## Erfolge
Sydney Martineau nahm an zwei Olympischen Spielen teil: bei den Olympischen Spielen 1908 in London schied er im Degen-Einzel in der Vorrunde aus. 1912 sicherte er sich in Stockholm mit Edgar Amphlett, John Blake, Percival Davson, Arthur Everitt, Martin Holt, Robert Montgomerie und Edgar Seligman die Silbermedaille im Mannschaftswettbewerb mit dem Degen. Im Einzel scheiterte Martineau mit dem Degen ebenso in der ersten Runde wie mit dem Florett.